# Gerhard-Rohlfs-Oberschule
Die Gerhard-Rohlfs-Oberschule ist eine Oberschule in Bremen als Stadtteilschule der Sekundarstufe I und teilgebundene Ganztagsschule in Bremen-Vegesack. Von 1957 bis 1976 war die Schule ein Gymnasium, das Gerhard-Rohlfs-Gymnasium, danach das Gerhard-Rohlfs-Schulzentrum des Sekundarbereichs I, und seit 2010 ist es die Gerhard-Rohlfs-Oberschule. Das Gymnasium wird seit 1993 als Gymnasium Vegesack in der benachbarten Kerschensteinerstraße 2 mit etwa 1000 Schülern weitergeführt.

## Schulbeschreibung
Die Gerhard-Rohlfs-Oberschule ist eine Oberschule als teilgebundene Ganztagsschule der Sekundarstufe I von Jahrgang 5 bis 10, mit einer Leistungsdifferenzierung in den Fächern Deutsch, Englisch, Mathematik und Naturwissenschaften als Qualifizierungsangebote für lernstarke Schüler und mit zusätzlichen Förderangeboten für lernschwache Schüler.
Die Oberschule versteht sich als MINT-Schule im Aufbau mit besonderen schulischen Angeboten und Arbeitsgemeinschaften für Mathematik, Informatik, Naturwissenschaften und Technik (MINT). In Kooperation mit der Universität Bremen gibt es Robotik-Kurse. Im Wahlpflichtbereich werden Spanisch und Französisch als zweite Fremdsprache erteilt.
Ein besonderer Schwerpunkt der außerschulischen Angebote ist die Berufsorientierung durch berufsorientierte Betriebs- und Sozialpraktika, Werkstatt- und Praxisphasen in den benachbarten Berufsschulen. Außerdem ist im Verbund mit dem Schulzentrum Vegesack der Aufbau einer Fachoberschule und eines beruflichen Gymnasiums geplant.
Der Ganztagsbetrieb der Oberschule wird von Sozialpädagogen sowie Honorarkräften getragen. Die alten Schulgebäude an der Breiten Straße und der Kirchheide wurden deshalb umfänglich renoviert und zu Jahrgangshäusern umgebaut. Die neue Mensa, ein Kleinspielfeld und ein Spielplatz mit Abenteuerspielgeräten wurden im Gebäude des ehemaligen Gymnasiums Kirchheide untergebracht.
Seit 1937 verfügt die Schule über eine eigene kleine Sternwarte. Nach dem Diebstahl des schuleigenen Fernrohrs konnte 2004 das Observatorium mit einem kleinen Leihteleskop ausgestattet werden. 2004/05 wurde ein schuleigenes Teleskop mit einer 280-mm-Öffnung und einer computergesteuerten Nachführung aufgestellt. Um Öffentlichkeit herzustellen, gibt es einen Freundeskreis der Sternwarte. Die Sternwarte wurde 2011 durch eine Wetterstation erweitert. Die bislang stündlich gesammelten Daten sind im schuleigenen Rechnernetz verfügbar.
Seit 2010 findet an der Oberschule ein Musiktheaterprojekt statt. Basierend auf dem Chorpädagogik-Modell Venezuelas, unter pädagogischer Leitung von Dorothee Daus-Kohlhas vom Musikforum der Hochschule Bremen, erarbeiten Sänger der EuropaChorAkademie mit den Schülern Chortheater-Projekte.

### Name
Die Schule wurde 1938 nach dem Vegesacker Afrikaforscher Gerhard Rohlfs (1831–1896) benannt. Berühmt wurde Rohlfs wegen seiner fesselnden Reisebeschreibungen. Er gilt als einer der wichtigsten deutschen Afrikareisenden.
Im Gerhard-Rohlfs-Zimmer des Schlosses Schönebeck, Heimatmuseum für Vegesack, wird die Erinnerung an den Afrikaforscher wachgehalten.

## Geschichte

### Schule vor der Gründung
Das 1794 zum Flecken erhobene Vegesack nahm mit dem Ausbau der Häfen einen wirtschaftlichen Aufschwung. Schulisch wurde der Ort noch von den Kirchen der Nachbargemeinden Lesum und Blumenthal versorgt. 1823 entstand aus der größeren reformierten und der kleineren lutherischen Kirchenschule eine evangelisch-unierte Kirchenschule. 1827 konnte in sehr bescheidenem Rahmen mit dem Unterricht in einer zusätzlichen Lateinschule als höhere Schulklasse, noch mit der Bezeichnung Klasse für sprachlichen Unterricht, an der damals zweiklassigen Volksschule an der heutigen Jaburgstraße begonnen werden. 1829 entstand das neue Schulhaus an der Ecke Breite Straße und Oststraße (heute Kirchheide). Bis 1840 wurden von einem Lehrer 11 bis 26 Schüler unterrichtet. Viele Schüler verließen nach ihrer Konfirmation die Schule, um praktische Berufe zu erlernen. Zunehmend mehr Schüler setzten ihre Schulausbildung dann jedoch nach 1840 in der nun zweiklassigen Schule am Gymnasium in Bremen fort. Aus der Kirchschule entwickelte sich um 1858 eine Höhere Bürgerschule mit vier bis fünf Klassen und mit einem Vorsteher und vier Lehrern, von denen zwei eine Universitätsausbildung hatten. 1863 erfolgte die Trennung der Volksschule von der Bürgerschule. Vorsteher der Bürgerschule war seit 1867 Dr. Röttger, der mit einer Bremer Schulkommission eine Schulreform und den Ausbau der Schule plante.

### Schulgründung
Am 5. April 1869 erfolgte die Umwandlung und damit Gründung der Realschule II. Ordnung unter Führung von Röttger nach einer feierlichen Eröffnung durch Senator Hermann Albert Schumacher. Damit hatte Vegesack seine erste höhere Schule. Die Schule mit Direktor Dr. Ebeling und acht Lehrern hatte anfänglich 126, dann rund 150 Schüler und unterrichtete seit 1869 Latein. Ebeling betrieb bis 1899 den Ausbau der Schule. Seit 1874 erfolgte der Ausbau zu einer Realschule I. Ordnung, wie 1876 rückwirkend vom Reichskanzleramt verfügt wurde. Damit konnte die Schule Reifeprüfungen abhalten, welche die Möglichkeit erschloss, in den höheren Dienst einzutreten, Offizier zu werden, eine Technische Hochschule zu besuchen sowie neuere Sprachen, Mathematik und Naturwissenschaften zu studieren. 1882 führte die Schule den Namen Realgymnasium zu Vegesack. Sie hatte 1892 in neun Klassen von Septima (Vorklasse) bis Prima 135 Schüler. 1888 erfolgte der Anbau eines Zeichensaals und einer Turnhalle, die 1907 erneuert wurde, sowie 1904 der Bau einer Aula.

### 1899 bis 1918
1899 übernahm Vollert die Schulleitung und führte als Reform 1902 den Frankfurter Lehrplan ein, mit Französisch als erste Fremdsprache ab Sexta, Latein ab Quarta und Englisch ab Obertertia. Turn- und Wanderfahrten sowie der Schulchor waren weitere Neuerungen. Direktor Nagel folgte 1905. Sie Schülerzahl wuchs von rund 140 bis 150 um die Jahrhundertwende auf 270 bis 292 um 1913, um zum Ende des Ersten Weltkrieges auf 220 abzusinken. Der Schülerruderverein Wiking wurde 1906 gegründet, und Festspielbesuche ergänzten das Kulturprogramm. 1907 konnte die erste Schülerin als Hospitantin in die Oberklassen aufgenommen werden. Es folgten weitere Schülerinnen von einer Höheren Mädchenschule (1913 Lyzeum), und 1915/16 waren es schon neun. Im Krieg mussten Stundenabsenkungen hingenommen werden, Ernteeinsätze geleistet werden, und Lehrer wie Schüler wurden als Soldaten eingezogen. 1916 konnte der 200. Abiturient die Schule verlassen.

### 1918 bis 1945
1919 feierte die Schule ihr 50-jähriges Bestehen und der Verein ehemaliger Realgymnasten zu Vegesack wurde gegründet. 1919/20 belief sich die Schülerzahl auf 244 und sank auf 192 Schüler wegen des erhöhten Schulgeldes von 600 bzw. 1000 Mark. 220 bis 230 Schüler waren Ende der 1920er Jahre zu verzeichnen, die von 12 Lehrern unterrichtet wurden. 1929 waren neun Schülerinnen an der Schule. Das Realgymnasium und das Vegesacker Lyzeum erwarben um 1932 das Schullandheim Badenstedt bei Zeven. Das Schulgebäude wurde 1937/38 um eine Etage aufgestockt. Die höheren Schulen wurden in Deutschland ab 1937 einheitlich Oberschulen benannt. 1938 erhielten die Bremer Oberschulen einen dem NS-Regime genehmen Namenspatron. Diese Schule wurde zur Gerhard-Rohlfs-Schule, Oberschule für Jungen. Der naturwissenschaftliche Bereich wurde in dieser Zeit ausgebaut. 1939 gab es 17 Lehrer an der Schule.
Während des Zweiten Weltkriegs musste die Schule viele Schwierigkeiten bewältigen. Schüler der Oberklassen absolvierten zunehmend das Notabitur, um dann Soldaten zu werden. Schüler mussten statt Unterricht Hilfsdienste für die Hitlerjugend (HJ) und beim Ernteeinsatz leisten und Wach- und Botendienste für Polizei und Partei und für die Wehrmacht als HJ-Marinehelfer und Flakhelfer. 1943 wurden 7 Lehrer und 133 Schüler der jüngeren Jahrgänge bis Ende 1944 nach Hofgeismar bei Kassel evakuiert. Erheblicher Unterricht fiel aus und die Prüfungen wurden „so einfach wie möglich gestaltet“.

### 1945 bis 1976/77
Nach Kriegsende war das erhaltene Schulgebäude bis Juni 1945 ein deutsches Reservelazarett, dann die amerikanische Slaughter Memorial School. Erst Anfang 1946 wurde diese Schule von der Militärregierung der Amerikaner freigegeben. Der Unterricht konnte nur unter sehr erschwerten Bedingungen aufgenommen werden, vor allem fehlte es an Pädagogen, die entweder im Krieg gefallen waren oder wegen ihrer NS-Vergangenheit nach dem Krieg von der amerikanischen Militärregierung entlassen wurden. Es fehlte an geeigneten neuen Lehrbüchern, aber auch an Schreibmaterialien. Die amerikanische Militärregierung richtete 1946 eine Schulspeisung ein.

#### Gerhard-Rohlfs-Schule
Bereits Ende 1945 wurde Wilhelm Dening Schulleiter, und er betrieb den Wiederaufbau des geregelten Schulbetriebes. Er förderte die Schülermitgestaltung und die Herausgabe der Schulzeitung Das Echo. Mit der Schulreform von 1949 wurde in Bremen die sechsjährige Grundschule eingeführt. Die Höheren Schulen ab Klasse 7, nunmehr Oberschule Zweig D genannt, wurden in vier Fachzweige differenziert. Die Gerhard-Rohlfs-Schule richtete traditionsgemäß den neusprachlichen und den mathematisch-naturwissenschaftlichen Zweig ein, deren „Gabelung“ ab der 11. Klasse erfolgte. Nach Vorgabe des Schulsenators sollte der Unterricht in der 13. Klasse recht aufgelockert mit Wahlangeboten ausgerichtet werden. Für die 11. bis 13. Klasse wurden zudem freiwillige Studienkreise eingerichtet für wissenschaftliche, musische und sportliche Bereiche, aber auch für unter anderem Chor, Laienspiel oder Fotografie. Die Schulgeld- und Lernmittelfreiheit wurde in Bremen eingeführt. Ein jährliches Schulgeld von 240 Mark mussten nur auswärtige Schüler leisten.
1949 waren 505 Schüler in 16 Klassen und 24 Pädagogen an der Schule. Die Schülerzahl sank dann etwas, um aber 1955 wieder auf 540 zu steigen. Die Raumnot wurde zunehmend größer, und „Wanderklassen“ mussten eingerichtet werden. Schul- und Sportfeste waren unter den Schülern beliebt. 1953 wurde die Schule Handballschulmeister und siegte bei leichtathletischen Disziplinen. Dichterlesungen, Laienschauspiele, Schüleraustausch, Studienfahrten oder Vortragsveranstaltungen gehörten zu Schulprogramm. Der Schüleraustausch insbesondere mit Frankreich nahm in den 1960er Jahren zu. Ziele waren u. a. Neufchâteau in den Vogesen und seit 1963 Le Havre.

#### Gerhard-Rohlfs-Gymnasium
1956 wurde die Einführung der Koedukation, der gemeinsame Schulbesuch von Jungen und Mädchen, beschlossen und ab 1957 eingeführt. Die Schule führte ab 1957 den Namen Gerhard-Rohlfs-Gymnasium. Nach Wiedereinführung der vierjährigen Grundschule in Bremen war der Übergang nunmehr sowohl von der vierten als auch von der sechsten Klasse möglich. 1957/58 waren 650 Schüler in 22 Klassen an der Schule und 1958/59 bereits 749 Schüler in 25 Klassen, davon 113 Mädchen.

#### Die SchulzeitungDas Echo
Die Schulzeitung „Das Echo“ erschien erstmals am 20. Oktober 1949. Gegründet wurde das „Monatsblatt der Gerhard-Rohlfs-Schule“ in der ehemaligen NSDAP-Hochburg Bremen-Vegesack, um als Diskussionsforum die Eingliederung der in der NS-Zeit sozialisierten Schüler in die Nachkriegsgesellschaft zu fördern.

„„Nach dem heillosen Krieg müssen wir alle uns ein neues Leben zusammenzimmern, und wenn die Jungen wissen wollen, wie sie sich ihr gemeinsames Leben bauen sollen, dann müssen sie sich darüber aussprechen. [...] ganz ohne Furcht vor roter Tinte und Zensuren einmal losschreiben und sagen können, was man auf dem Herzen hat, das müsste doch fein sein! Diesem Zweck soll unser 'Forum' […] den Schülern des gegenwärtigen Tages […] dienen. [...] Hier ist die erste Nummer ! Vivant Sequentes ! ““

Die Redaktion bestand aus Schülern und einem beratenden Lehrer und wechselte unregelmäßig alle paar Jahre. Gedruckt wurde das Blättchen mit einer Auflage von etwa 1000 Exemplaren im Druck- und Verlagshaus Friedrich Pörtner in Bremen-Blumenthal (das auch NS-Zeitungen gedruckt hatte). Es finanzierte sich durch Anzeigen der lokalen Geschäftswelt (einschließlich der Bundeswehr, Standort Bremen-Grohn), durch Abonnements und Handverkauf. Im „Echo“ wurden einige brisante Beiträge veröffentlicht, u. a. ein Enthüllungsbericht aus der SED-Zeitung „Neues Deutschland“ über den ortsansässigen NS-Unternehmer Walter Caspar Többens (vermutlich um 1955), eine Meldung über Studenten in den USA, die zu Blutspenden für die Zivilbevölkerung Nordvietnams aufriefen (1965,XVI(5), Dezember-Ausgabe S. 31), der Artikel „Gott ist tot“ (1966,XVII(2) Juni-Ausgabe) und die Erwiderung „Ist Gott tot?“ (1966, XVII(3), September-Ausgabe), ein Interview mit Pastor Martin D. Niemöller (1967,XVIII(2), Mai/Juni-Ausgabe, Seite 3), eine Annonce der Beratungsstelle für Kriegsdienstverweigerer (1967,XVIII(1), März-Ausgabe, S. 5), ein Beitrag von Claus v. Eitzen: „Verweigert den Kriegsdienst!“ (1969,XX(2), Juni-Ausgabe, S. 5). Außerdem wurden u. a. vom Schüler Peter Hombeck (Kultur-Redaktion) Schriftsteller vorgestellt, die vom damaligen Direktor Johannes Schütze zu Lesungen in das Gerhard-Rohlfs-Gymnasium eingeladen worden waren, darunter Uwe Johnson, Siegfried Lenz, Golo Mann, Günther Eich, Ilse Aichinger, Günter Grass und Wolfdietrich Schnurre. Hombeck und andere Schüler führten Interviews, u. a. mit Wolfgang Hildesheimer anlässlich der Entgegennahme des Bremer Literaturpreises 1966 (1966,XVII(1), März-Ausgabe, S. 5,6). Als 1967–1969 im Rahmen der 68er-Bewegung bzw. der Bremer Straßenbahnunruhen die Redaktion sich Zensurmaßnahmen von Seiten der Schulleitung ausgesetzt sah (1969, XX (2), Juni-Ausgabe), ging das Interesse der Schüler als Herausgeber und Leser des „Echo“ an dem Blatt zurück; in Bremen und anderswo gründeten Schüler unabhängige Schülerzeitungen. „Das Echo“ wurde bald darauf eingestellt.
Zahlreiche Schüler beteiligten sich nach dem Tod Benno Ohnesorgs am 2. Juni 1967 an Schulstreiks, an der Gründung des Unabhängigen Schülerbunds Bremen (USB) und den politischen Protestbewegungen.

#### Schülerfilmgilde
Gegründet wurde die Schülerfilmgilde 1957. Sie schloss sich der „Arbeitsgemeinschaft der deutschen Jugend-Filmclubs und-Gruppen“ mit Sitz in Aachen an (Das Echo 1965, XVI(1) März-Ausgabe). Jeden zweiten Mittwoch nachmittags wurden in der Aula 16-mm-Spielfilme gezeigt, in unterschiedlichen Programmen für die Mittel- und die Oberstufe, die für 4 bis 5 DM abonniert werden mussten. 1965 hatte die Schülerfilmgilde 460 Mitglieder: 220 Schüler der Mittelstufe (7.–10. Klasse) und 240 Schüler der Oberstufe (11.–13. Klasse) bei einer Gesamtzahl von ca. 1300 Schülern. Gezeigt wurden Filme wie: „Hauptmann von Köpenick“, „Wenn die Kraniche ziehen“, „Die Brücke“, „Wilde Erdbeeren“, „Die Ferien des Monsieur Hulot“, „Mon Oncle“, „Rosen für den Staatsanwalt“, „Es geschah am hellichten Tag“, „Das Kabinett des Dr. Caligari“, „Denn sie wissen nicht, was sie tun“, „Hiroshima mon amour“, „Bitterer Honig“.

#### Schulchor
Der Schulchor, Jugendchor Vegesack unter Leitung von Ernst Meißner erfreute sich großer Beliebtheit, nahm Schallplatten auf und gab Konzerte unter anderem in Kopenhagen, Llangollen (Wales), Berlin und Bonn. Er wirkte 1958 bei der Erstaufführung der Hindemith-Oper Die Harmonie der Welt in Bremen unter Anwesenheit von Paul Hindemith mit und gab Gastkonzerte mit anderen europäischen Schulchören in Bremen. Zu derartiger Berühmtheit haben es später entstandene kleine Schüler-Bands (Skiffle Groups) wie die „Beachcombers“ zu ihrem eigenen Bedauern nicht gebracht.

#### Erweiterungen
1956 sollte ein Neubau der Schule erfolgen, der dann nicht realisiert wurde. Vielmehr wurde neben dem Hauptgebäude in der Breiten Straße seit 1958 ein mit dem Schul-Neubau an der Kerschensteiner Str. freigewordenes Volksschulgebäude als „Nebengebäude“ teilweise vom Gerhard-Rohlfs-Gymnasium genutzt, seit 1959/60 mit zehn Klassenräumen. Für 830 Schüler gab es dennoch 1958/60 keinen ausreichenden Platz, und Wanderklassen sowie Schichtunterricht waren die Folge. 1958 wurde wieder ein Zeichensaal eingerichtet und Nebenräume ab 1960 saniert.
Da 1965 das benachbarte Gymnasium an der Kirchheide in Vegesack einen Neubau in Lesum beziehen konnte, wurde das Volksschulgebäude vollständig genutzt. Die Schülerzahl stieg aber ständig weiter: 1967 waren es 1145 Schüler in 41 Klassen, darunter 427 Mädchen. Notunterkünfte im Ortsamt, in Jugendheimen und in sechs Mobilbauklassen mussten eingerichtet werden. Zur Entlastung der unzulänglichen Schulsituation in Bremen-Nord wurde ab 1967 das Gymnasium Blumenthal eingerichtet, das 1970 mehr als 1300 Schüler aufnahm.
1970 wurde ein Fachklassentrakt und 1971 ein naturwissenschaftlicher Trakt errichtet.

### Seit 1977

#### Gerhard-Rohlfs-Schulzentrum
Durch die Bremer Schulreformen wurde 1976/77 das Gerhard-Rohlfs-Gymnasium aufgelöst, und es entstand das Gerhard-Rohlfs-Schulzentrum des Sekundarbereichs I an der Breiten Straße, mit Haupt- und Realschule, Orientierungsstufe und Gymnasium bis Klasse 10 als integrierte Stadtteilschule. Seit 2009/10 erfolgte der Ausbau zu einer Ganztagsschule durch Einbau einer Mensa. Auch der Schulhof wurde umgestaltet.

#### Schulzentrum Vegesack
Darüber hinaus entstand das Schulzentrum Vegesack der Sekundarstufe II als Nachfolgeschule des Gerhard-Rohlfs-Gymnasium und der Berufsschule Kerschensteinerstraße. Daraus entwickelte sich 1993/94 das durchgängige Gymnasium Vegesack, Kerschensteinerstraße 2, mit heute 1030 Schülern, davon 530 in der Mittelstufe und 500 in der Oberstufe, und 68 Pädagogen (Stand 2011). In der Mittelstufe gibt es pro Klassenstufe zwei Kooperationsklassen, die mit je einer Klasse des Förderzentrums für Wahrnehmungs- und Entwicklungsförderung unterrichtlich kooperieren. Die gymnasiale Oberstufe ist in der Form einer themenorientierten Profiloberstufe strukturiert und organisiert.

#### Gerhard-Rohlfs-Oberschule
2010 wurde die Gerhard-Rohlfs-Schule als Schulzentrum Sek. I in Gerhard-Rohlfs-Oberschule umbenannt.

## Bekannte Lehrer und Schüler

### Bekannte Lehrer
Zeitlich geordnet
- Wilhelm Ebeling (1832–1899), von 1869 bis 1899 erster Direktor
- Johannes Vollert (1858–1905), von 1899 bis 1905 zweiter Direktor
- Franz Nagel (1867–1957), von 1905 bis 1929 dritter Direktor
- Camillo Brähmig (1847–1918), Hilfslehrer 1872, Lehrer 1876 bis 1918, 1904 Professor. Auf dem Bahnhof von Lesum verunglückt.
- Karl Engelhardt (1876–1955), Lehrer an der Schule 1903 bis 1928, dann bis 1933 in Baden-Baden. Stadtrat in Vegesack (SPD).
- Hans Kohlmann (1884–1953), naturwissenschaftlicher Lehrer von 1910 bis 1950, leitete den Ruderverein Wiking 12 Jahre lang
- August Freese (1882–1936), von 1929 bis 1936 vierter Direktor
- Alwin Belger (1891–1945), 1919 bis 1945 Oberlehrer, Schriftsteller
- Wilhelm Wolterstorf (1898–19..), von 1936 bis 1945 als Oberstudiendirektor fünfter Leiter der Schule
- Wilhelm Dening (1889–1963), 1949 Oberstudiendirektor, von 1945 bis 1953 Schulleiter
- Hermann Sürig, Oberstudienrat, von 1953 bis 1954 kommissarischer Schulleiter, stellvertretender Direktor bis 1955
- Heino Hohnholz (1878–1949), von 1903 bis 1949 Lehrer an der Schule
- Johannes Schütze (1910–2005), Oberstudiendirektor, von 1954 bis 1974 (?) Schulleiter
- Arved von Taube (1905–1978), Oberstudienrat, nach 1960(?) bis 1970(?) an der Schule
- Wilhelm Klevenhusen (1908–1987), 1949 bis 1972 an der Schule, zuletzt als Studiendirektor und stellvertretender Schulleiter.
- Friedrich Freese (1922–2015), Oberstudienrat an der Schule und danach als Oberstudiendirektor seit 1967 Schulleiter vom Gymnasium Blumenthal
- Gryta Gieseke (1929–2019), seit 1958 an der Schule, um 1974 als Oberstudiendirektorin Schulleiterin
- Caspar Kuhlmann (1926–1990), 1958 bis 1964 an der Schule, leitender Oberschulrat, Bildungsplaner
- Rosemarie Linke (1924–2004), Oberstudienrätin, seit 1961 an der Schule
- Gerd Harms (1935–1999), seit 1963 an der Schule, als Oberstudiendirektor Schulleiter des Schulzentrums, ab 1993 des Vegesacker Gymnasiums
- Hanns Joachim „Hajo“ Antpöhler (1930–2011), 1961–1989 an der Schule, Künstler und Galerist
- Egbert Heiß (* 1943), 1973 bis 1989 und 1999 bis 2007 Lehrer an der Schule
- Gerhard Gilbert (* 1946), Direktor des Gerhard-Rohlfs-Schulzentrums, dann der Gerhard-Rohlfs-Schule von 1994 bis 2010
- Max Wölfl (1948–2004), Lehrer an der Schule, Gründer und Leiter des Statt-Theaters Vegesack 1989.
- Bernard Siemer (* 1952), Schulleiter der Gerhard-Rohlfs-Oberschule seit 2010

### Bekannte Schüler
Alphabetisch geordnet
- Jens-Peter Becker (* 1943), Hochschullehrer für Anglistik, Schriftsteller und Blogger
- Gottfried Beyreuther (* 1941), Professor für Geophysik an der Universität von Paris
- Arne Börnsen (* 1944), Schiffsbauingenieur und Bundestagsabgeordneter SPD
- Eckart Förster (* 1952), Philosoph und Hochschullehrer
- Claus Jäger (* 1943), Bremer Bürgermeister und Senator (FDP)
- Wilko Jäger (1939–2023), Autor und Fotograf
- Karl-Dirk Kammeyer (* 1944), Hochschullehrer am Institut für Telekommunikation und Hochfrequenztechnik in Bremen
- Klaus Köpp (* 1943), Richter am Bundesfinanzhof und Staatssekretär im Finanzministerium von Sachsen-Anhalt
- Hugo Körtzinger (1892–1967), Maler, Bildhauer, Schriftsteller und Orgelspieler
- Volker Kottkamp (* 1943), Sportreporter
- Michael Lüders (* 1959), Politikwissenschaftler und Publizist
- Bernd Neumann (* 1942), Politiker (CDU), Abijahrgang 1961
- Fritz Theodor Overbeck (1898–1983), Botaniker und Hochschullehrer in Hannover, Bonn und Kiel, Schüler von 1907 bis 1919
- Peter-Michael Pawlik (* 1945), Jurist und Autor
- Eberhard Petzold (* 1944), Autor und Fotograf
- Hermann Rademann (1947–1988), Schüleraktivist in Bremen
- Josef Rust (1907–1997), Staatssekretär im Bundesverteidigungsministerium (CDU), Aufsichtsratsvorsitzender der Volkswagen AG
- Carl Schuchhardt (1859–1943), Prähistoriker, Direktor des Kestner-Museums in Hannover, Schüler von 1872 bis 1877
- Holm Tetens (* 1948), Philosoph und Hochschullehrer
- Jürgen Trittin (* 1954), Politiker (Grüne)
- Hans G. Trüper (1936–2016), Mikrobiologe, Hochschullehrer und Regionalhistoriker
- Hans-Jürgen Weißbach (* 1950), Soziologe und Hochschullehrer
- Peter Weygoldt (1933–2021), Arachnologe, Biologe und Herpetologe

## Vereine der Schule
- Der Verein Vegesacker Gymnasiasten existiert seit 1919 und nannte sich 1919 Verein Ehemaliger Realgymnasiasten, später waren die Mitglieder Ehemalige des Gerhard – Rohlfs – Gymnasiums oder der Sek II – Vegesack. Seit 1995 trägt der Verein den Namen Verein Vegesacker Gymnasiasten und ist heute dem Gymnasium Vegesack verbunden.
- Der Schulverein der Gerhard-Rohlfs-Oberschule besteht seit den 1990er Jahren.
- Der Freundeskreis Sternwarte wird vom Schulverein der Gerhard-Rohlfs-Oberschule unterstützt.